# David Starr Jordan
David Starr Jordan (Gainesville, Nova York, 19 de gener de 1851 - Stanford, Califòrnia, 19 de setembre de 1931) va ser un naturalista i ictiòleg estatunidenc.
Va ser el principal ictiòleg al pas del segle xix al xx, molt inspirat per l'obra de Louis Agassiz. Va nomenar 1085 gèneres i més de 2500 espècies de peixos. Va presidir la universitat d'Indiana i des del 1891 la novament creada Leland Stanford Junior University, la futura Universitat Stanford, càrrec que va complir fins a 1913.
Fora de les activitats científiques, era actiu com a pacifista i va presidir la World Peace Foundation des de 1910 fins a 1914. Va formar part de la junta de govern de l'Human Betterment Foundation, una organització eugenèsica establerta a Pasadena el 1928 amb l'objectiu de recopilar i distribuir informació sobre la legislació nord-americana d'esterilització forçosa amb propòsits eugenèsics.

## Regla de Jordan
En teoria de l'evolució es coneix com a regla o llei de Jordan l'afirmació que les espècies estretament relacionades tenen distribucions geogràfiques no similars, però sí bastant pròximes, separades de vegades només per un obstacle natural insalvable (un braç d'aigua o una muntanya). En ictiologia, la regla de Jordan estableix que el nombre de vèrtebres d'un peix està altament correlacionada amb la latitud (més vèrtebres en els ambients més freds).
Obres destacades
- The Fishes of North and Middle America (amb Barton Warren Evermann)[4]
- Manual of the Vertebrates of the Northern United States[5]
- Democracy and World Relations[6]

## Abreviatures
L'abreviatura D.S. Jord. s'empra per indicar David Starr Jordan com a autoritat en la descripció i classificació científica dels vegetals.
L'abreviatura Jordan es fa servir per indicar-lo com a autoritat en la descripció i taxonomia en zoologia.